# Aplonis pelzelni
Aplonis pelzelni е вид птица от семейство Скорецови (Sturnidae). Видът е критично застрашен от изчезване.

## Разпространение
Видът е разпространен в Микронезия.